# مادران موازی
مادران موازی (به انگلیسی: Parallel Mothers) فیلمی در ژانر درام به نویسندگی و کارگردانی پدرو آلمودوار محصول سال ۲۰۲۱ کشور اسپانیا است. از بازیگرانی که در این فیلم به ایفای نقش پرداخته‌اند، می‌توان پنه‌لوپه کروز در نقش «جانیس» و میلنا اسمیت در نقش «آنا»، اسرائیل الخالده درنقش «آرتورو» و روسی دپالما را نام برد. موسیقی فیلم اثری ماندگار از آلبرتو ایگلسیاس است.

## داستان
ادواردو گالیانو:
"تاریخ سکوت نمی‌کند، هر چه قدر که آتشش بزنند، هر چقدر که خوردش کنند، هر چه قدر که جعلش کنند؛ تاریخ بشریت، به سکوت نه می‌گوید."
عکاس مد و فشن «جانیس مارتینز» با «آرتورو» باستان‌شناس معروف پزشک قانونی‌، عکسبرداری می‌کند؛ و از او می‌پرسد که آیا بنیاد او به حفاری یک گور دسته جمعی در روستای زادگاهش کمک می‌کند. جایی‌که پدربزرگ و سایر مردان روستا در طول جنگ‌داخلی اسپانیا کشته و دفن شدند. آرتورو موافقت می‌کند که پرونده را با بنیاد خود بررسی کند.
در پی آشنایی جانیس و آرتورو پیوندی عاشقانه بین آن‌ها شکل می‌گیرند و با هم می‌خوابند. جانیس باردار می‌شود. آرتورو که همسرش در حال شیمی‌درمانی است؛ برخلاف میل جانیس می‌خواهد با او باشد؛ اما جانیس این موضوع را رد می‌کند و تصمیم می‌گیرد بچه را نگه داشته و به تنهایی بزرگش کند.
در روزهای منتهی به زایمان، جانیس با «آنا» که یک مادر نوجوان است؛ در یک اتاق بیمارستان بستری می‌شوند؛ و هم‌زمان زایمان می‌کنند. جانیس و آنا بعد از فراغت از زایمان با گرفتن شماره موبایل یکدیگر، راه خود را می‌روند. آن‌ها در تماس هستند و یکدیگر را در جریان پیشرفت نوزادان خود قرار می‌دهند.
آرتورو که مدت‌ها است رابطه‌ای با جانیس ندارد؛ برای دیدن «سیسیلیا» از راه می‌رسد؛ و واکنش عجیبی از خود نشان می‌دهد. آرتورو می‌گوید که فکر نمی‌کند بچه مال او باشد. در نهایت جانیس هم که مردد شده‌است؛ یک آزمایش ژنتیک انجام می‌دهد؛ که نشان می‌دهد او مادر بیولوژیکی سیسیلیا نیست، اما تصمیم می‌گیرد به کسی چیزی نگوید.
ماه‌ها بعد جانیس با آنا که در کافه‌ای نزدیک خانه او کار می‌کند، برخورد می‌کند. و درمی‌یابد، آنا بعد از اینکه مادرش برای دنبال کردن حرفه بازیگری به مسافرت رفته‌است؛ خانه مادرش را ترک کرده تا با کارکردن بتواند خود را تأمین کند. جانیس آنا را به آپارتمانش دعوت می‌کند، آنا با گریه فاش می‌کند، که نوزادش «آنیتا» در گهواره به دلیل یک بیماری بسیار نادر و نارسایی مغزی که باعث عدم نفس‌کشیدن نوزاد می‌شود؛ در خواب مرده‌است. جانیس عکسی از آنیتا می‌خواهد که شک او را مبنی بر عوض‌شدن نوزادان در بیمارستان تأیید می‌کند.
جانیس به آنا پیشنهاد کار می‌دهد؛ که با او زندگی کند و مراقب خانه و سیسیلیا باشد. جانیس بار دیگر نمونه‌های بزاق را از آنا و سیسیلیا برای آزمایش ژنتیک، جمع‌آوری می‌کند؛ بدون اینکه به آنا چیزی بگوید. نتایج آزمایش تأیید می‌کند که سیسیلیا دختر آنا است. آنا برای جانیس فاش می‌کند که بارداری او نتیجه تجاوز گروهی توسط همکلاسی‌هایش بوده‌است و پدرش او را تحت فشار قرار داده‌است که سکوت کند تا از توجه منفی مطبوعات جلوگیری کند. به مرور و با ادامه کابوس‌های شبانه جانیس، رابطه بین جانیس و آنا به یک رابطه جنسی و لز تبدیل می‌شود، اما جانیس نمی‌تواند به‌طور کامل به آنا که بیشتر از او می‌خواهد، متعهد شود.
آرتورو با خبر اینکه بنیادش حفاری گور دسته جمعی را تأیید کرده‌است و همچنین همسرش از سرطان بهبود یافته ولی در حال جدا شدن هستند؛ به جانیس بر می‌گردد. او و جانیس با یک شب بیرون رفتن در شهر، جشن می‌گیرند؛ و این باعث حسادت آنا می‌شود. از طرفی مادر آنا نیز برای برقراری ارتباط مجدد با آنا می‌آید و به جانیس اعتراف می‌کند که احساس می‌کند یک مادر وحشتناک است اما به شدت می‌خواسته‌است رؤیای خود را به عنوان یک بازیگر دنبال کند. جانیس در نهایت حقیقت را به آنا اعتراف می‌کند؛ که با عصبانیت او روبه‌رو می‌شود؛ و شب‌هنگام با سیسیلیا خانه را ترک می‌کنند؛ و جانیس دچار افسردگی می‌شود. او با آرتورو تماس می‌گیرد و خبر را به او نیز می‌گوید. جانیس و آرتور شب را با هم می‌گذراند و آرتورو از او دلجویی می‌کند. صبح روز بعد آنا در حالی که آرام شده بود به جانیس زنگ می‌زند و با عذرخواهی به او می‌گوید که او جزئی از زندگی آن‌ها است و می‌تواند هر وقت خواست سیسیلیا را ببیند.
ماه‌ها بعد، جانیس و آرتورو به روستای زادگاهش می‌روند، جایی که او اطلاعات مربوط به قبر را از بستگان بازمانده جمع‌آوری می‌کند و با تیمش برای حفاری آماده می‌شود. آنا بعداً با سیسیلیا می‌آیند و جانیس به او فاش می‌کند که سه‌ماهه باردار است. هنگامی که از جانیس پرسیده می‌شود اسم کودک را چه خواهد گذاشت، می‌گوید آنا اگر دختر باشد و آنتونیو (از نام پدربزرگش) اگر فرزند پسر باشد. حفاری موفقیت‌آمیز است و روستا در کنار قبرهای نبش شده جمع می‌شود تا برای عزیزان از دست رفته خود عزاداری کنند.

## تولید
در فوریه ۲۰۲۱ اعلام شد، که پدرو آلمودوار آماده کارگردانی فیلم جدید خود با عنوان «مادران موازی» با بازیگرانی ازجمله پنه‌لوپه کروز، اسرائیل الخالده و روسی دپالما است؛ و در ۱۲ مارس ۲۰۲۱، گزارش شد که پدرو آلمودوار قصد دارد آنیا تیلور-جوی را به بازیگران اصلی فیلم جایگزین پنه‌لوپه کروز کند.
فیلم‌برداری اصلی در ۱۲ مارس ۲۰۲۱ در مادرید اسپانیا آغاز شد و در ۲۲ آوریل ۲۰۲۱ به پایان رسید. لوکیشن‌های فیلم شامل مادرید، توره‌لاگونا و تورموکا د ژاراما بود. این فیلم توسط ال‌دسو و کمپانی فیلم‌های راه‌دور اِی‌آی‌ای با حمایت آرتی‌وی و نتفلیکس تهیه شده‌است.

## انتشار
در ۴ فوریه ۲۰۲۱، شرکت پَتی حقوق پخش فیلم در بریتانیا را به دست آورد؛ و در ۲۳ آوریل ۲۰۲۱، شرکت سرگرمی سونی پیکچرز کلاسیک حقوق پخش فیلم در آمریکای شمالی، استرالیا و نيوزيلند را دریافت نمود. این اثر، اولین فیلمی بود که تحت قرارداد جدید شرکت پَتی با کمپانی برادران وارنر و همزمان با فیلم دوک اکران شد.
پس از اینکه قرارداد پخش فیلم با شرکت والت دیزنی در ۳۰ ژوئن ۲۰۲۱ منقضی شد، پوستر انتشاری آن با گرافیک «یک نوک پستان شیرده» به دلیل قوانین در مورد برهنگی از اینستاگرام حذف شد. این تصمیم توسط جنبش آزادی پستان مورد انتقاد قرار گرفت؛ و منجر به عذرخواهی اینستاگرام شد.

## اکران
این فیلم برای اولین بار به‌عنوان فیلم افتتاحیه هفتاد و هشتمین جشنواره بین‌المللی فیلم ونیز در ۱ سپتامبر ۲۰۲۱ به نمایش درآمد؛ سپس در ۸ اکتبر ۲۰۲۱ توسط شرکت سرگرمی سونی پیکچرز در اسپانیا اکران شد. همچنین قرار بود در همان روز فیلم پایانی جشنواره فیلم نیویورک ۲۰۲۱ باشد. در ۲۴ دسامبر ۲۰۲۱ در ایالات متحده اکران شد. این فیلم در ۲۸ ژانویه ۲۰۲۲ در بریتانیا اکران شد. در نهایت نتفلیکس حقوق توزیع انحصاری را برای منطقه آمریکای لاتین با هدف اکران در اوایل سال ۲۰۲۲ به‌دست‌آورد؛ و سرانجام در ۳ فوریه ۲۰۲۲ در چند سالن آرژانتین اکران شد.

## جوایز
این فیلم توانست در مجموع ۱۰۳ بار نامزد دریافت جایزه از جشنواره‌های جهانی و معتبر فیلم شود؛ و در نهایت موفق به کسب ۲۳ جایزه گردد. از مهم‌ترین آن‌ها می‌توان به جوایز و نامزدی‌های زیر اشاره کرد:
پنه‌لوپه کروز نامزد بهترین اجرای بازیگر زن نقش اول اسکار ۲۰۲۲
آلبرتو ایگلسیاس نامزد بهترین دستاورد در موسیقی نوشته شده برای فیلم‌های متحرک اسکار ۲۰۲۲
نامزد بهترین فیلم غیر انگلیسی زبان بفتا ۲۰۲۲
نامزد بهترین فیلم غیر انگلیسی زبان گلدن گلوب ۲۰۲۲
آلبرتو ایگلسیاس نامزد بهترین موسیقی فیلم گلدن گلوب ۲۰۲۲
پنه‌لوپه کروز بهترین بازیگر جشنواره فیلم ونیز ۲۰۲۲
پنه‌لوپه کروز بهترین بازیگر انجمن منتقدان فیلم سن دیگو ۲۰۲۲
پنه‌لوپه کروز بهترین بازیگر جشنوارهٔ بین‌المللی فیلم پام اسپرینگز ۲۰۲۲
پنه‌لوپه کروز بهترین بازیگر انجمن ملی منتقدان فیلم ۲۰۲۲
آلبرتو ایگلسیاس بهترین موسیقی فیلم و پنه‌لوپه کروز بهترین بازیگر انجمن منتقدان فیلم لس آنجلس ۲۰۲۱
مادران موازی بهترین فیلم سال جایزه رسانه‌ای گلد ۲۰۲۲
پدرو آلمودوار کارگردان بهترین فیلم سال و پنه‌لوپه کروز بهترین بازیگر جوایز فتوگراماس سیمین (نقره‌ای)

## فروش
این فیلم ۱۲۳ دقیقه ای، که با دراختیار گرفتن بودجه‌ای از مؤسسه معماری و هنر کلاسیک ساخته شد، در مجموع فروش جهانی و در گیشه توانست به مبلغ ۲۲٬۰۰۰٬۴۴۰ دلار دست پیدا کند.